# Carrascosa de Haro (kommunhuvudort)
Carrascosa de Haro är en kommunhuvudort i Spanien.   Den ligger i provinsen Provincia de Cuenca och regionen Kastilien-La Mancha, i den centrala delen av landet, 130 km sydost om huvudstaden Madrid. Carrascosa de Haro ligger 786 meter över havet och antalet invånare är 141.
Terrängen runt Carrascosa de Haro är huvudsakligen platt. Carrascosa de Haro ligger nere i en dal. Runt Carrascosa de Haro är det mycket glesbefolkat, med 7 invånare per kvadratkilometer. Närmaste större samhälle är Las Pedroñeras, 19,9 km sydväst om Carrascosa de Haro. Trakten runt Carrascosa de Haro består till största delen av jordbruksmark.